# Psittaculinae
Psittaculinae — підродина папугоподібних птахів родини Psittaculidae. Представники підродини поширені в тропічній Азії, Австралії та Океанії.

## Класифікація
Підродина включає 3 триби, 13 родів і 57 видів:
- Триба Micropsittini:
  - Рід папужка-пігмей (Micropsitta) — 6 видів;
- Триба Polytelini:
  - Рід алістер (Alisterus) — 3 види;
  - Рід папуга-червонокрил (Aprosmictus) — 2 види;
  - Рід періко (Polytelis) — 3 види;
- Триба Psittaculini:
  - Рід синьоголовий папуга (Psittinus) — 2 види;
  - Рід лоріто (Geoffroyus) — 4 види;
  - Рід папуга-віхтьохвіст (Prioniturus) — 10 видів;
  - Рід папуга-червонодзьоб (Tanygnathus) — 4 види;
  - Рід зелено-червоний папуга (Eclectus) — 5 видів;
  - Рід афро-азійський папуга (Psittacula) — 16 видів;
  - Рід Lophopsittacus — 1 вимерлий вид;
  - Рід Necropsittacus — 1 вимерлий вид;
  - Рід Mascarinus — 1 вимерлий вид.